# Kumarbi
Kumarbi (in Ugarit: kmrb, kmrw) ist der Korngott in der hurritisch-hethitischen Mythologie, der den Beinamen „Vater der Götter“ trägt. Er ähnelt dem griechischen Kronos. Seine Kultstadt war Urkeš.

## Aufgaben und Familie
Kumarbi, der Gott der Gerste, war eine panhurritische Gottheit. Er war für alle Arten von Katastrophen, für Kriege, Hungersnöte, Seuchen, Erdbeben und Sturmfluten verantwortlich, mit denen er den Götterkönig Teššub herausforderte.
Die Gattin des Kumarbi war die Göttin Šalaš oder Šaluš. Als Wesir des Kumarbi diente der Gott Mukišanu, der nach dem Landnamen Mukiš benannt ist, einem früheren Namen der Region um Alalaḫ.

## Mythos
Kumarbi stürzte nach neun Jahren als Mundschenk den zweiten Götterkönig Anu. Dabei biss er die Genitalien des Anu ab und wurde dadurch mit den Göttern Teššub (hethitisch Tarḫunna), Aranzaḫ und Tašmišu (heth. Šuwaliyat) geschwängert. Kumarbi spie das Sperma des Anu auf dem Berg Kanzura aus, der daraufhin die Flussgöttin Aranzaḫ gebären konnte. Teššub entstieg jedoch dem Schädel des Kumarbi. Daraufhin verlangte der Gerstengott Kumarbi seinen Sohn Teššub zum Fraß, erhielt stattdessen jedoch den kukunuzzi-Stein, an dem er sich die Zähne ausbrach.
Um Teššub, der ihm als Götterkönig nachfolgte, wieder zu stürzen, hatte Kumarbi verschiedene Kinder, die als Götterfeinde auftraten, jedoch immer wieder besiegt wurden. Mit einer Menschenfrau hatte Kumarbi den Götterfeind „Silber“, hurritisch Ušḫuni, der sich als Gefahr für die Götter erwies, doch wahrscheinlich von Ištar, hurritisch Šawoška, unschädlich gemacht wurde. Kumarbi heiratete die Tochter des Meeres, Šertapšuruḫi, mit der er den Meeresdrachen Ḫedammu, hurritisch einfach Apše („Schlange“), zeugte. Auch Ḫedammu wurde von Ištars Verführungskünsten besiegt. Kumarbi schwängerte sodann noch einen Felsen mit dem Steindämon Ullikummi, den die Irširra auf die Schulter des Weltenriesen Ubelluri setzten. Ištar war es nicht möglich, den blinden und tauben Ullikummi zu besiegen, doch dem Gott Eya (Ea) gelang dies.
Nach dem endgültigen Sieg Teššubs über Kumarbi verbannte dieser Kumarbi und die ihn umgebenden Götter in die Unterwelt, verwehrte ihnen die Opfer von Rindern und Schafen und stimmte nur minderwertigeren Vogelopfern zu.

## Gleichsetzungen
Kumarbi wurde mit verschiedenen Gottheiten gleichgesetzt. Seine mesopotamische Entsprechung war Enlil. In Syrien wurde er mit dem Gott Dagan identifiziert. Ansonsten wurde er auch dem ugaritischen Gott El gleichgesetzt. In hethitischen Texten wurde Kumarbi mit dem Namen Ḫalki belegt, der eigentlich der hethitischen Getreidegöttin gehörte. Ebenso wie sie wurde er auch mit dem Sumerogramm DNISABA geschrieben.

## Spätere Verehrung
Kumarbi wurde auch noch in neo-hethitischer Zeit verehrt. Die hieroglyphen-luwischen Quellen erwähnen ihn unter dem Namen Kumarma und geben ihm den Beinamen „Gute Gottheit“.